# Maskar
Maskar è un personaggio immaginario protagonista di una omonima serie a fumetti pubblicata in Italia dalle Edizioni G. De Leo e ideata nel 1949 da Giovanni De Leo e disegnata da Gallieno Ferri, al suo esordio come disegnatore.

## Storia editoriale
Il personaggio esordì in una serie a strisce, formato tipico del periodo, scritta da Giovanni De Leo e disegnata da Gallieno Ferri che si firmava come "Fergal". La serie venne ristampata varie volte fra gli anni cinquanta e settanta. Nel 1958 la Editrice Arcobaleno riprese il personaggio pubblicandone una nuova serie edita fino al 1965; la nuova serie è sempre scritta da De Leo con la collaborazione di altri autori come Bruno e Renzo Barbieri; i disegnatori, oltre a Gallieno Ferri, sono Renzo Orrù, Mario Follis e Giorgio Molinari. Alcuni numeri della serie sono dedicati ad altri personaggi sempre realizzati dagli stessi autori e sulla copertina in questo caso compare la scritta "MASKAR Presenta...".
La Editrice Arcobaleno pubblicò una terza serie, questa volta in formato tascabile, divenuto di moda negli anni sessanta per i fumetti neri; venne edita dal 1965 al 1966. A parte i primi tre numeri che ripropongono la ristampa della prima serie del 1951, le storie successive sono inedite e scritte da De Leo e poi da Salvator Angelo Tyzza; i disegni sono di Renzo Orrù, Eliseo Locci e Mario Follis.